# Остров Ян Петрович
Ян Петрович Остров (24 вересня 1896, Леясціємська волость Валкського повіту Ліфляндської губернії Російської імперії, тепер Латвія — 7 вересня 1966, місто Рига) — латвійський радянський діяч, заступник голови Ради Міністрів Латвійської РСР, міністр закордонних справ Латвійської РСР. Депутат Верховної Ради СРСР 2—4-го скликань.

## Біографія
Народився в селянській родині. Закінчив волосну (сільську) школу і екстерном склав екзамени за 5 класів реального училища. Працював у сільському господарстві свого батька. У 1915 році був призваний на військову службу. У 1915—1917 роках — солдат російської армії, учасник Першої світової війни.
У березні 1917 року став членом РСДРП(б).
У 1917 році — голова солдатського ротного комітету і член полкового комітету Латвійського стрілецького полку. Після жовтневого перевороту 1917 року — на партійній роботі в Галгауській та Мадонській волостях, один із засновників загонів Червоної гвардії.
У 1918 році заарештований німецькими військами і до січня 1919 року відбував покарання в концентраційному таборі. До травня 1919 року перебував на партійній роботі у Леясціємській волості, потім був у партизанському загоні. Наприкінці 1919 року добровільно вступив у Червону армію.
З 1920 по 1922 рік працював у зарубіжному бюро ЦК Комуністичної партії Латвії, служив в органах Всеросійської надзвичайної комісії (ВЧК).
У 1923 році поступив до Комуністичного університету народів Заходу в Москві. З 1925 року працював викладачем, входив до правління Комуністичного університету. У 1934 році закінчив аспірантуру при університеті. З 1934 по 1935 рік працював заступником проректора, а з 1935 по 1936 рік — проректором Комуністичного університеті народів Заходу, завідував його аспірантурою.
У 1937 році, ймовірно, зазнав політичних репресій. З 1937 по 1941 рік викладав у вищих навчальних закладах Узбецької РСР у місті Ташкенті. У 1941 році повернувся до Латвії та був призначений ректором Єлгавської сільськогосподарської академії.
У червні 1941—1944 роках — в евакуації, працював у Середньоазіатському державному університеті в Ташкенті.
У 1944—1945 роках — заступник завідувача відділу ЦК КП(б) Латвії. У 1945—1947 роках — секретар Ризького міського комітету КП(б) Латвії по пропаганді.
У 1947—1953 роках — заступник голови Ради міністрів Латвійської РСР. Одночасно, у 1950—1959 роках — міністр закордонних справ Латвійської РСР.
У 1953—1958 роках — міністр культури Латвійської РСР.
З 1959 року — персональний пенсіонер у місті Ризі, радник Ради міністрів Латвійської РСР.
Помер 7 вересня 1966 року.

## Нагороди
- орден Леніна
- орден Трудового Червоного Прапора
- орден Червоної Зірки
- орден «Знак Пошани»
- медалі